# تقسیم اموال
تقسیم اموالیا توزیع منصفانه، تقسیم قضایی حقوق و الزامات اموال بین همسران در جریان طلاق است. این کار ممکن است از طریق توافقی چون حل و فصل اموال یا از طریق حکم دادگاه صورت گیرد.
توزیع اموال، تقسیم اموال در صورت مرگ یا انحلال یک ازدواج است، و در مورد اموالی صورت می‌گیرد که در مالکیت متوفی بوده یا در حین ازدواج به دست آمده باشد.